# Festival du Doré Baie-James
Le Festival du Doré Baie-James est un festival régional, qui se tient en juin, chaque année depuis 2000, près de la ville de Chapais. Il s’agit du plus gros tournoi de pêche au Québec et se tient sur le lac Opémisca, sur le territoire d’Eeyou Istchee Baie-James. Cet évènement accueille annuellement une moyenne de 830 participants.

## Historique
La première édition du Festival du Doré Baie-James est lancée en juin 2000. Elle se déroule du 22 juin au 2 juillet, sur l’ensemble du territoire de la Baie-James, avec un volet particulier au lac Opémisca, près de Chapais. Cette première édition rassemble des compétitions de pêche sportive, mais aussi des spectacles, des expositions d’artistes régionaux, la compétition provinciale de moto-cross à Oujé-Bougoumou, les festivités de la Saint-Jean-Baptiste, ainsi que diverses activités communautaires.
Au fil des années, l’évènement prend de l’ampleur et attire des amateurs de pêche sportive de partout au Québec. Bien que la remise à l'eau a été fortement encouragée dès les débuts du festival, elle devient obligatoire en 2003. En 2004, le tournoi compte 1 029 inscriptions et est soutenu par 150 bénévoles. Cette même édition marque les débuts sur scène du duo 2Frères. Dès 2009, le tournoi remet plus de 110 000 dollars canadiens en prix et est devenu le plus gros tournoi de pêche de la province. Pour sa 20e édition en 2019, les retombées de l’évènement s’élèvent à plus de 500 000 dollars. 
En 2020 et 2021, l’organisation du Festival du Doré se doit d’annuler les festivités, en raison de la pandémie de Covid-19 au Canada. L’événement reprend les festivités en 2022. En juin 2023, la 22e édition du festival est annulée en raison de la série de feux de forêts qui affectent le territoire d'Eeyou Istchee Baie-James.

## Déroulement
Le tournoi possède deux volets : amateur et PRO-VIP. Un prix est décerné au hasard chaque jour parmi les participants du volet amateur. Ce volet possède aussi des sous-volets, tel «bel-âge», «féminin» et «jeunesse». Le volet PRO-VIP prend la forme d’un tournoi en équipe. Depuis 2003, la remise à l’eau des dorés capturés est obligatoire lors du tournoi.

## Prix et distinctions
- 2004 : Or. Grand prix du tourisme québécois, volet Baie-James[9].